# مشاع حجت أباد (أرسك)
مشاع حجت أباد (بالإنجليزية: Masha-ye Hojjatabad)‏ هي مستوطنة تقع في إيران في خراسان الجنوبية. يقدر عدد سكانها بـ 65 نسمة بحسب إحصاء 2016.